# Berzerk (canción)
«Berzerk» es el primer sencillo del octavo álbum de estudio del rapero estadounidense Eminem, The Marshall Mathers LP 2 y contó con la producción de Rick Rubin. Se estrenó el 27 de agosto de 2013 en la radio del rapero Shade 45.
La canción incluye los samples de "The Stroke" de Billy Squier, y de "The New Style" y "(You Gotta) Fight for Your Right (To Party!)" de los Beastie Boys, que a su vez, son dos canciones extraídos de su álbum debut Licensed to Ill de 1986, en el que también, Rick Rubin participó en la producción. Debutó en el número 2 en Canadá y el Reino Unido y en la tercera ubicación del Billboard Hot 100 de los Estados Unidos, vendiendo 362 000 descargas en su primera semana.

## Video musical
Fue estrenado el 7 de septiembre de 2013 durante el entretiempo de un encuentro de fútbol americano disputado entre Míchigan–Notre Dame. Dos días más tarde fue estrenado en su canal en YouTube. Fue dirigido por Syndrome y rodado en Míchigan. Cuenta con la aparición de varios artistas, así como el productor de la canción, Rick Rubin, Kendrick Lamar y Kid Rock, a quienes estos dos últimos, son mencionados en la letra de la canción. Además aparecen algunos integrantes de su sello discográfico Shady Records como Slaughterhouse, Mr. Porter, Yelawolf y The Alchemist, y su mánager Paul Rosenberg. También muestra algunas escenas de peleas callejeras, y partes del video musical de "The Stroke" de Billy Squier, la cual aparece sampleada en la canción. El clip recibió una nominación a un premio MTV Video Music Award 2014 en la categoría Mejor video de hip hop.

## Posicionamiento en listas y certificaciones
| Lista (2013)                           | Mejor posición |
| -------------------------------------- | -------------- |
| Alemania (Offizielle Deutsche Charts)  | 10             |
| Australia (ARIA)                       | 5              |
| Austria (Ö3 Austria Top 40)            | 22             |
| Bélgica (Flandes) (Ultratop 50)        | 44             |
| Bélgica (Valonia) (Ultratop 50)        | 42             |
| Canadá (Canadian Hot 100)              | 2              |
| Dinamarca (Tracklisten)                | 15             |
| Escocia (The Official Charts Company)  | 3              |
| España (Top 100 Canciones)             | 46             |
| Estados Unidos (Billboard Hot 100)     | 3              |
| Estados Unidos (Mainstream Top 40)     | 18             |
| Estados Unidos (Hot R&B/Hip-Hop Songs) | 2              |
| Estados Unidos (Hot Rap Songs)         | 1              |
| Francia (SNEP)                         | 10             |
| Grecia (Greece Digital Songs)          | 7              |
| Irlanda (IRMA)                         | 16             |
| Italia (FIMI)                          | 25             |
| Nueva Zelanda (Recorded Music NZ)      | 12             |
| Países Bajos (Mega Single Top 100)     | 52             |
| Reino Unido (UK Singles Chart)         | 2              |
| Reino Unido (UK R&B Chart)             | 1              |
| Suecia (Sverigetopplistan)             | 56             |
| Suiza (Schweizer Hitparade)            | 9              |

| País      | Organismo certificador | Certificación | Ventas  | Ref.   |
| --------- | ---------------------- | ------------- | ------- | ------ |
| Canadá    | Music Canada           | 2× Platino    | 160 000 | [ 31 ] |
| Australia | ARIA                   | Platino       | 70 000  | [ 32 ] |